# Kovizla
Kovizla (en serbe cyrillique : Ковизла) est un village de Serbie situé dans la municipalité de Brus, district de Rasina. Au recensement de 2011, il comptait 45 habitants.

## Démographie
| 1948 | 1953 | 1961 | 1971 | 1981 | 1991 | 2002 | 2011 |
| ---- | ---- | ---- | ---- | ---- | ---- | ---- | ---- |
| 62   | 73   | 81   | 83   | 75   | 63   | 59   | 45   |

|  |